# 楼山乡
楼山乡，原为交口乡，是中华人民共和国山西省临汾市永和县下辖的一个乡镇级行政单位。2021年5月，交口乡更名为楼山乡。

## 行政区划
楼山乡下辖以下地区：
交口村、冯苍村、小南楼村、可托村、索珠村、张家垣村、赵家岭村、南楼村、义合村、都苏村、鹿角村、坡头村和峪里村。